# Nāzok-e Pā'īn
Nāzok-e Pā'īn (persiska: نازک پائین, نازُكِ سُفلَى, Nāzok-e Soflá, نازيكِ سُفلَى, Nāzok-e Pā’īn) är en ort i Iran.   Den ligger i provinsen Västazarbaijan, i den nordvästra delen av landet, 700 km nordväst om huvudstaden Teheran. Nāzok-e Pā'īn ligger 1 081 meter över havet och antalet invånare är 435.
Terrängen runt Nāzok-e Pā'īn är kuperad åt sydväst, men åt nordost är den platt.Runt Nāzok-e Pā'īn är det ganska tätbefolkat, med 75 invånare per kvadratkilometer. Närmaste större samhälle är Qarah Ẕīā' od Dīn, 14,4 km sydväst om Nāzok-e Pā'īn. Trakten runt Nāzok-e Pā'īn består i huvudsak av gräsmarker.